# Philip Stubbes
Philip Stubbes (of Stubbs) (ca. 1555 - ca. 1610) was een Engels Puriteins pamflettist en schrijver.
Over zijn jeugd is niets bekend. Hij studeerde in  Cambridge en  Oxford, maar haalde er geen graad en werd drukker. Rond 1581 begon hij te schrijven. Zijn eerste werk bestond uit gedichten die weinig succes kenden. Zijn belangrijkste werk was het in 1583 gepubliceerde The Anatomie of Abuses. Dit in dialoogvorm geschreven werk bevat uiterst scherpe kritiek op de gewoonten en leefwijzen in Engeland ten tijde van Elizabeth I. Een breed scala aan onderwerpen passeert de revue: mode, cosmetica, diverse vormen van vermaak, onderwijs, gevangenisbeleid, sociale omgangsvormen, seks enzovoort. Hij wijst de heersende en in zijn ogen verwerpelijke gebruiken van de hand als niet passend bij een fatsoenlijke christelijke levenswijze. Opvallend is dat Stubbes een zeer gedetailleerde kennis over zijn onderwerpen tentoonspreidde. Hij had dan ook jarenlang door Engeland gereisd om materiaal op te doen.  Het werk was populair en beleefde in korte tijd verscheidene herdrukken.  
Thomas Nashe reageerde in 1589 op dit en vele gelijksoortige geschriften in de destijds heersende  'pamflettenoorlog'. In zijn The Anatomie of Absurditie reageert hij vooral op de kritiek op de wereld van het theater. In het werk van Stubbes beslaat dit onderwerp overigens slechts enkele bladzijden. Stubbes' werk is nog steeds van groot belang, aangezien het veel kennis verschaft over de gewoonten en leefwijze van Engelsen in zijn tijd.
In 1591 publiceerde Stubbes A Christal Glass for Christian Women, een werk dat hij opdroeg aan zijn in het kraambed overleden vrouw. Ook dit werk genoot veel populariteit en werd zeker zevenmaal herdrukt. 